# Espoir Football Club
O Espoir Football Club é um clube de futebol beninense com sede em Savalu. Disputa atualmente a Ligue 2, que corresponde à segunda divisão no país.